# Río Manzanares (afluente del Cidacos)
El río Manzanares es un curso de agua del interior de la península ibérica, afluente del río Cidacos. Discurre por la provincia española de La Rioja.

## Descripción
Discurre por la comunidad autónoma de La Rioja. El nacimiento del río, de escaso caudal, fluye en dirección este y, tras dejar atrás la localidad de Zarzosa, pasa por Munilla, hasta terminar desembocando en el río Cidacos. Aparece descrito en el undécimo volumen del Diccionario geográfico-estadístico-histórico de España y sus posesiones de Ultramar de Pascual Madoz de la siguiente manera:

MANZANARES: r. en la prov. de Logroño, part. jud. de Arnedo: nace á 1 leg. de Munilla en su térm. jurisd. y en el sitio titulado Monte Real. Corre en direccion de S. á N. y es de curso perenne, aunque de escaso caudal: sus aguas de utilizan para el riego de algunas tierras susceptibles de este beneficio, al mismo tiempo que sirven para dar impulso á algunos molinos harineros; recibiendo movimiento por medio de ellas algunos batanes, fáb. de paños y otros artefactos, y surtiendo algunos tintes y esaldaderos de lana. Por la izq. lame este r. la v. de Munilla, sobre el cual hay un puente de piedra que da paso al camino de Enciso.
(Madoz, 1848, p. 194)

Las aguas del río, perteneciente a la cuenca hidrográfica del Ebro, terminan vertidas en el mar Mediterráneo.